# Batailles du lac Victoria

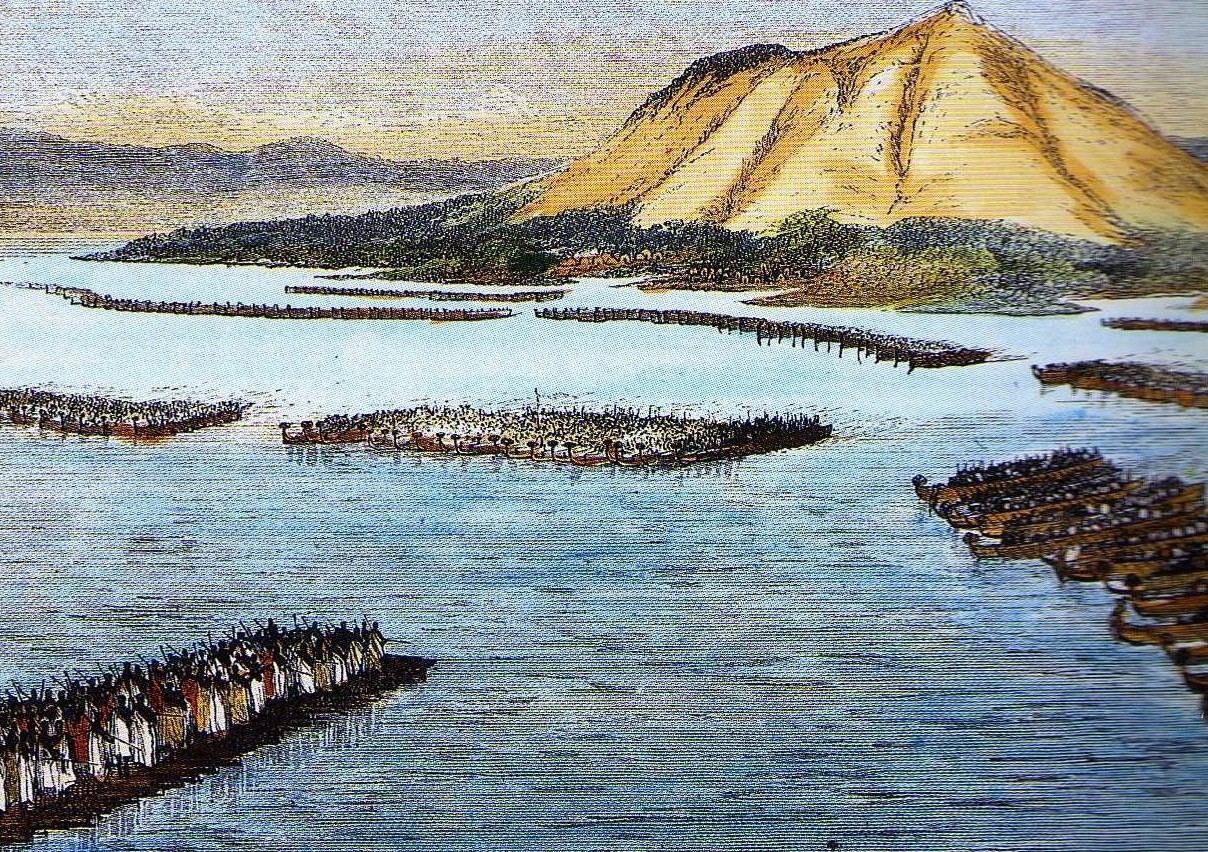
Bataille du lac Victoria

Rare exemple de guerre navale en Afrique subsaharienne, le conflit qui oppose en 1875 le puissant royaume du Buganda à l'un de ses états vassaux, le Buvuma, se déroule exclusivement au nord du lac Victoria, autour de l'île d'Innghira et oppose d'immenses flottes de pirogues. Trois sanglantes batailles navales sont livrées avant que le royaume du Buganda ne remporte la victoire définitive en utilisant un navire fortifié que les Vouavouma, les habitants du Buvuma, sont incapables de détruire.

## Sources
- Marc-Louis Ropivia, Batailles navales précoloniales en Afrique : géopolitique du Buganda et du Manyema au XIXe siècle, Paris, Institut de stratégie comparée Economica, coll. « Hautes études maritimes », 2007, 114 p. (ISBN 978-2-717-85414-5, OCLC 159956157)